# Hectomare
 Hectomare  es una población y comuna francesa, en la región de Normandía, departamento de Eure, en el distrito de Évreux y cantón de Le Neubourg.

## Demografía
| 127 | 138 | 144 | 138 | 166 | 184 |
| Para los censos de 1962 a 1999 la población legal corresponde a la población sin duplicidades (Fuente: INSEE [Consultar]) |     |     |     |     |     |